# HD96446
HD96446 — хімічно пекулярна зоря спектрального класу B2, що має видиму зоряну величину в смузі V приблизно  6,7.
Вона  розташована на відстані близько 1744,2 світлових років від Сонця.

## Пекулярний хімічний склад
Зоряна атмосфера HD96446 має підвищений вміст 
He
.

## Магнітне поле
Спектр даної зорі вказує на наявність магнітного поля у її зоряній атмосфері.
Напруженість повздовжної компоненти поля оціненої з аналізу
крил ліній Бальмера
становить 1492,0± 296,1 Гаус.